# 경신정보과학고등학교
경신정보과학고등학교(폐교)는 1988년에 설립된 대한민국의 대구광역시에 있었던 학력인정 평생교육시설로서 소정의 과정 이수를 완료하면 학력인정이 된다.
옛 상서고등학교 교사 및 부지를 임차하여 1988년에 개교했으나, 학생 수 감소로 2018년 2월 27일에 폐교했다.

## 역사
- 1988년 : 경신여자상업학교 개교
- 1996년 : 교명변경[경신여자상업학교 → 경신여자상업고등학교]
- 1999년 : 교명변경[경신여자상업고등학교(경신여상) → 경신정보과학고등학교] , 남여공학
- 2018년 2월 28일 : 학생수 감소로 더 이상 학교를 운영할 수 없어 폐교

## 구성
- 3년제 고등학교
- 부설 2년제 성인학급 (1년 3학기제)
- 부설 대안학급
- 부설 직업능력개발부

## 설치 학과
- 인터넷정보과
- 유아교육과
- 미용과
- 간호과